# Paropioxys magnificus
Paropioxys magnificus är en insektsart som beskrevs av Ferdinand Karsch 1895. 
Paropioxys magnificus ingår i släktet Paropioxys och familjen Eurybrachidae. Inga underarter finns listade i Catalogue of Life.